# Довидайтис, Юозас Юозо
Юо́зас Юо́зо Довида́йтис (лит. Juozas Dovydaitis; 1921 — ?) — советский хозяйственный, государственный и политический деятель, Герой Социалистического Труда, депутат Совета Национальностей Верховного Совета СССР 8-го созыва.

## Биография
Родился в 1921 году в Литве. Член КПСС с 1946 года.
С 1936 года — на хозяйственной, общественной и политической работе. В 1936—1981 гг. — печник, крестьянин в хозяйстве родителей, партизан Великой Отечественной войны, инструктор, пропагандист уездного комитета комсомола Литвы, редактор уездной газеты, заведующий отделом редакции областной газеты, первый секретарь Арёгальского райкома компартии Литовской ССР, директор совхоза «Скарайтишкес» Расейнского района Литовской ССР.
8 апреля 1971 года Указом Президиума Верховного Совета СССР удостоен звания Героя Социалистического Труда «за выдающиеся успехи, достигнутые в развитии сельскохозяйственного производства и выполнении пятилетнего плана продажи государству продуктов земледелия и животноводства» с вручением ордена Ленина и золотой медали Серп и Молот.
Избирался депутатом Совета Национальностей Верховного Совета СССР 8-го от Литовской ССР.
Умер в Литве до 1985 года.